# サッビア
サッビア（伊: Sabbia）は、イタリア共和国ピエモンテ州ヴェルチェッリ県ヴァラッロにある分離集落（フラツィオーネ）。
かつては独立した自治体（コムーネ）であったが、2018年1月1日、近隣のヴァラッロと合併し、新自治体の一部となった。

## 地理

### 位置・広がり
| コムーネとしてのサッビアは、以下のコムーネと隣接していた。括弧内のVBはヴェルバーノ・クジオ・オッソラ県所属を示す。 - クラヴァリアーナ - ヴァルストローナ (VB) - ヴァラッロ |